# Ниш у Првом светском рату
Ниш у Првом светском рату приказје стања и догађаја који су се одиграли у овом граду од 25. јула 1914. године, након одлуке регента Александра Карађорђевића од 25. јула 1914. године, да се Влада Краљевине Србије, као и Двор и Народна скупштина изместе из Београд у Ниш, и објаве рата од стране Аустроугарске, 28. јула исте године.
Како је истог дана српска влада донела и одлуку о општој мобилизацији ка Нишу је крену не само велики број мобилисаних војника већ и све већи број избеглица из Београда и северозападне Србије, а по отпочињању борбених дејстава и избијања епидемије заразних болести у Мачви и Посавини и све већи број заробљеника, рањеника и болесника, што је од овог града начинило највећу епидемиолошку болницу у Краљевини Србији 1915. године.
Ниш је тако у прве две године Великог рата постао не само ратна престоница Краљевине Србије и значајан центар свих збивања у Србији, све до повлачења октобра 1915. године, већ и град у коме је спас тражило све што се могло преселити из српске престонице и других крајева Србије, а касније и маса рањеника и болесника. Тако је мала варошица са око 30.000 становника нарасла у град са преко 120.000 (147.000) становника, такорећи преко ноћи.

## Услови који су владали у првој години Великог рата
Велики рат који је прво започео као аустро-српски сукоб, требало је да траје кратко, до Божића, када ће Србија бити поражена. Међутим ток догађаја показао је да ће он прерасти у сукоб огромних размера и страховите разорности, какав до сада ниједан рат није био.
Велики недостатак за становнике Србије и српски грађански и војни санитет била је чињеница да је Београд, до отпочињања Великог рата био највећи болнички центар и окосница збрињавања рањеника и болесника како у балканским ратовима (када су у њему функционисале 23 резервне болнице). И вога пута као погранична варош Београд  је био изложен борбеним дејствима непријатеља. Његову улогу морали су да преузму Ниш, Крагујевац и Скопље, док су у  Београду остали само болничари неборци, болничарке и болничко особље, неколико жена лекара и неколико лекара неспособних за војну службу из здравствених разлога.

### Ратна престоница
Влада, Скупштина, дипломате, висока администрација, политички и уметнички свет, новинари, књижевници; небројене избеглице из Београда и северних градова, пуниле су не само нишке мале, хотеле и друга свратишта, већ и болнице, а празних постеља већ након неколико дана у Нишу више није било.
Од самог почетка прве ратне године у згради Официрског дома у Нишу непрестано је скоро годину и по дана заседала Народна скупштина Србије. У Официрском дому је 7. децембра 1914. донета Нишка декларација у којој су образложени циљеви ослободилачког рата и најављено уједињење Јужних Словена – Срба, Хрвата и Словенаца у једну државу.
До октобра 1915. у згради Официрског дома, поред Нишке декларације, донето је још много значајних одлука. Када је 6. маја 1915. године одржан Југословенски конгрес нањему је усвојена Нишка резолуција, којом је наглашена борба балканских народа за ослобођење и уједињење и изражен став против Лондонског уговора, којим се Италији уступа део јадранске обале.

### Мобилизација
Мобилизација војске 1914. године изведена је са лакоћом, јер се сваки војник јављао у своју јединицу из претходних ратова. Војници из Ниша одмах су упућени на главно бојиште – у западну Србију, где су Аустро-Угари вршили напад. У Нишу су мобилисане: 
- Коњички пук Моравске дивизије,
- Коњички пук „Обилић “,
- Трећи коњички пук,
- Пешадијски пук „Књаз Михаило“,
- Пешадијски пук „Цар Никола II Романов“,
- Артиљеријски пук,
- Инжењеријске јединице,
- Допунски батаљони и друге придодате јединице.[8]

Од јединица у Нишу пре мобилизације били су стационирани следећи мирнодопски састави
- Други пешадијског пука „Књаз Михаило“, који ће се касније у ратовима прославити као најбољи пук српске војске и понети почасни назив „Гвоздени пук“.
- Седиште 16. пешадијског пука који је носио почасни назив руског цара Николе.
- Највећи центар српске коњице (3 коњичка пука: 1. коњички пук „Обилић“, 3. коњички пук Коњичке дивизије и Моравски коњички пук који је улазио у састав Моравске дивизије).
- Највећи центар артиљерије у Србији (Моравски артиљеријски пољски пук, пук такозване „градске“ артиљерије, како се тада називало, у српској војној терминологији, најтежа артиљеријска оруђа.
- Коњичка подофицирска школа и Инжењеријска подофицирска школа,
- Ижењеријски батаљон, возарски ескадрон,
- Главна слагалишта српског санитета, интендатуре и артиљерије, као и бројна друга слагалишта, установе и радионице,

Када се овоме додају и мобилисане јединице онда постаје јасно да је тадашњи Ниш личио на један велики војни логор.
Регрути који су по годинама старости припадали првом и другом позиву, а нису прошли кроз војну обуку, упућивани су командантима резервних трупа ради војне обуке која је извођена у Нишу. Док су они који су припадали трећем позиву, употребљавани за службу у  последњој одбрани стараца.
Ваздухопловне команде у Нишу вршила је припреме за покрет. Аеропланска ескадра мобилисана је 1. августа, а Балонског одељења до 5. августа 1914.
Ваздухопловна команда размештена је на три локације у Нишу и околини и то:
- аеропланске ескадриле на аеродрому Трупале,
- Балонска чета и Голубија пошта на месту данашњег Војног аеродрома у Медошевцу.

Иако је Србија на почетку Првог светског рата у Нишу имала свега 4 авиона, донацијама Француске током 1915. године тај број се увећао на 16.

### Долазак заробљеника у Ниш
После битака на Церу и Колубари од око 70.00 ратних заробљеника, колико их је било у Србији више од 20.000 чинили су аустроугарски војници (од којих је било 10.000 словена), који су током децембра 1914. године депортовано у Ниш.
Због скромних смештајним могућности у пренатрпаном Нишу због нагло  пораста броја становника почетком Првог светског рата сви објекти били су попуњени, па су  заробљени официри смештени у једну од најбољих зграда у Нишу, у сасвим нову Пешадијску касарну.

### Први знаци епидемије и масован прилив рањеника
Зараћену Србију је у зиму 1914. и пролеће 1915. није захватила само епидемија рањеника, већ и заразних болести, пре свега тифуса, великих размера која није бирала жртве како међу цивилнима тако и међу војском. На позив Владе а пре свега у Ваљево, Крагујевац и Ниш дошао је велики број хуманитарних мисија из многих држава:Русије, Велике Британије, Француске, Америке...
Повољан географски положај Ниша у односу на линију фронта и добра повезаност железничком пругом омогућавала је брзу и ефикасну евакуацију рањеника и болесника, са фронта на саверозападу Србије. Како би се створили повољни услови за евакуацију прихват и упућивање на лечење рањеника и болесника, који су од октобра 1914. године, до октобра 1915. (који су скоро свакодневно превожени до Ниша), железничка радионица у Нишу оспособила је већи број вагона повезаних у пет санитетских возова, а у граду су увећани болнички капацитети и формирана прихватилишта у близини железничке станице.
Масовна појава заразних болести на почетку рата довела је до тога да ће Србија упркос сјајним победама на бојном пољу постати – земља смрти, а њена „ратна престоница Ниш“ и Моравска стална војна болница у њој највећа 
епидемиолошка заразна болница у Србији. Ниш је у том периоду стравично изгледао, како каже један од очевидаца;
...„у граду је „царовала смрт“, блатњавим и излоканим улицама пролазила су запрежна кола натоварена болесницима, а још чешће грубо израђеним сандуцима“...
Сви напори наших и страних лекара и медицинског особља, нису могли да спрече масовно умирање у Нишу: 
...„И мртви се не сарањују већ неколико дана, јер је настала пометња међу онима што праве мртвачке сандуке, што односе на гробље, што копају раке и сарањују“...

Констатовала је у својим забелешкама супруга бившег руског амбасадор госпођа Хартвиг која је као испомоћ довела једну медицинску екипу Црвеног крста из Русије: која је у Нишу формирала хируршку са 350 и епидемиолошку болницу са 120 кревета.
„На прелазу из 1914. у 1915. годину стање у Моравској сталној војној болници било је у потпуности хаотично. Од 14. јула 1914. до 1. априла 1915. променила су се петорица управника болнице. Двојица су била заражена пегавцем, а један је умро. Зараза је покосила особље болнице: од 35 болесних лекара, њих 13 је заражено пегавим тифусом, а тројица су умрла. Тројица лекарских помоћника су оболела, један је умро. Од 11 медицинара, њих десеторица су оболела. Од 18 апотекара и апотекарских помоћника, смрт је однела једног. Болничари су десетковани. У једном тренутку половина их је била болесна (382 од 625), а 41 је умрло. Пастеров завод у Нишу је у то време успевао да произведе 2.000 доза анималне лимфе дневно, што за вакцинисање војника и цивила није било довољно, тако да је било неопходно увозити вакцине из иностранства.“
Масовна умирања не само болесника већ и медицинског особља, захтевала су испомоћ у кадру, те на апеле управника у испомоћ је болници додељено неколико међународних санитетских екипа и 168 ратних заробљеника.
... У недовршену зграду нишке гимназије као испомоћ смешта се Московска хируршка војна болница. Њен управник је био је познати хирург др С. И. Сироткин, а лекари др В. В. Семјаникова, Србин др Арсеније Џуверовић и др Н. В. Марцинковичева, која ће, као епидемиолог, преузети нешто касније Заразну болницу смештену у баракама за колеричаре из претходног рата код железничке станице.
У Нишу је шест месеци владала незапамћена епидемија, са високим процентом смртности, а у Моравској војној болници се у 1914. поред рањеника лечило преко 3.000 људи од пегавог тифуса.
Дневно је умирало и до 36 болесника. Према сачуваној евиденцији, у Моравској сталној војној болници, епидемија тифуса у Нишу добила је широке размере од новембра 1914 (у новембру су умрла 253 лица a децембру 297).

### Премештај дела јединица из Ниша на фронт
И поред тога што је постојала опасност од напада на Ниш бугарске војске и устанка албанског становништва на Косову, у супротном смеру ка Колубари, из Ниша су се повратним транспортом кретали мобилисани војници. Са Моравском дивизијом првог и другог позива, из Нишког гарнизона упућен је и део Моравске сталне војне болнице, на челу са др Драгутином Петковићем (начелником одељења за унутрашње болести). Колико је ова одлука била исправна говори податак да је контраударом српске војске покушај офанзиве аустрогарске војске завршио поразом у Колубарској бици (15. децембра 1914. године). Блистава победа српске војске на Колубари била је увод у вишемесечни прекида борби са технички надмоћнијим противником.

## Услови који су владали у другој години Великог рата
Већи део друге ратне године карактерисало је релативно затишје у Нишу и Србији, у првих девет месеци. „Затишје“ је српској војсци и напаћеном народу у Нишу пружило прилику да се одмори, а новопридошли из Ниша врате својим кућама из збегова, залече ране војника, ожале погинуле и умрле а српска влада и војска консолидује своје редова а нишке власти поправе стање у граду.
Међутим овај период био је и изузетно тежак за нишки војни и цивилни санитет, и грађане, јер није значио престанак смрти у Нишу. У граду је настао период „ратовања” са епидемијама заразних болести, трбушног, повратног и пегавог тифуса и дизентерије, са којима се требало борити све до краја рата.
Масовна појава заразних болести широм Србије и евакуација, рањеника и болесника са северозапад Србије у Ниш, без претходне тријаже и адекватне санитарне обраде, заражених болесника, без спровођења основних хигијенско-епидемиолошких мера, додатно је допринела „експлозивном“ ширењу, повратног и пегавог тифуса, преко заражене беле ваши тела.
И првих шест месеци 1915. у Нишу је владала незапамћена епидемија, са високим процентом смртности. Дневно је умирало и до неколико десетина болесника. Према сачуваној евиденцији, у Моравској сталној војној болници, од тифуса је умрло; у јануару 380, фебруару 495, марту 393, у априлу 231, да би се надаље број умрлих лагано смањивао.
А у болници према извештају једне од чланица санитетске мисије Шкотских жена на пропутовању кроз Ниш, језиво стање:
Болесни и рањени лежали су у гомили заједно - људи којима је тек ампутирана нога или рука, са људима болесним од трбушног тифуса, дизентерије или промрзлина; умирући са онима већ умрлим. Многи од њих лежали су са ранама непревијени по недељу дана и више, а најмања рана занемарена често је стајала човека уда и понекад живота. У таквим условима многи су умрли само због запостављености. Неколицина доктора и медицинских сестара били су затрпани послом, радећи дан и ноћ без средстава за рад и медицинског материјала. Један хирург рекао нам је да је радио неколико дана без хлороформа и чак су веће операције извођене без употребе анестетика. Најгора од свега била је немогућност проветравања ових страшних одељења.

## Болничке и санитетске установе у Нишу
Моравска стална војна болница (познатија као болница код „Ћеле-куле“, на месту данашње Војне болнице Ниш) у свом саставу имала је 26 објеката, од којих је 18 коришћено за смештај рањеника и болесника. Међутим број рањеника и болесника у Нишу је толика брзо нарастао да у овој и другим нишким болницама једва да је имало места да се смести по који рањениик или болесник:
Па су болеснике смештали по троје у две састављене постеље уздуж, а попреко наређали би и по четворо, а кад би и то било препуњено спуштали су их на добро напуњене и препокривене и застрте сламњаче поређане дуж зидова по ходницима, да би их најзад, стављали на носила изузета на брзину из магацина и та носила увлачила између или испред постеља по претрпаним собама.'
Како би се превазишао проблем смештаја болесника и рањеника, током 1914/1915. године у Нишу је формирано и даноноћно радило преко десет резервних болница. Резервне болнице су биле смештане у касарнама, школама, баракама Црвеног крста, па чак и у Казнено-поправном дому у Нишу, који је био у изградњи. Особље за рад у резервним болница чинили су, поред српских лекара, медицинара и болничара, чланови страних санитетских екипа, добровољци Црвеног крста и заробљеници, лекари и болничари.
- Прва резервна војна болница, за смештај 900 рањеника налазила се у Коњичкој касарни, на Црвеном крсту.
- Друга резервна војна болница налазила се у Инжењеријској касарни, у непосредној близини железничке станице.
- Руска „Московска“ болница налазила се у згради Гимназије (данашња гимназија „Стеван Сремац“). Ова болница је могла да прими 200 рањеника.
- Руска инфективна болница могла је да прими 150 болесника, издвојена је из Московске болнице и налазила се у баракама код Железничке станице.
- Руска Александријска болница
- Шеста резервна војна болница налазила се у Основној школи на „Стамбол-капији“ (данашња Основна школа „Вожд Карађорђе“).
- Резервна болница у Казнено-поправном дому са 2.000 постеља, почела је са радом децембра 1914. године.
- У школи код Саборне цркве радила је руска апотека и медицинска дежурна станица, намењена здравственом збрињавању грађана Ниша и околине.

## Руске болнице у Нишу
Прва санитетска екипа упућена из Русије и намењена оснивању болница стигла је у Ниш у септембру 1914. године, преко Солуна. Ову медицинску екипу лично је опремила грофица Трубецкаја, а на њеном челу се налазио др Арсеније Джуверовић, Србин који је у Москви дипломирао на Медицинском факултету и био на пракси у Калуги. У екипи су била два лекара, два санитетска инспектора и пет медицинских сестара. Тај број се доласком нових кадрова убрзо повећао на 10 лекара и 110 медицинских сестара са опремом вредном преко 250.000 америчких долара. Ова екипа лекара и сестара из Русије у Нишу формирала су хируршку са 350 и епидемиолошку болницу са 120 кревета.

### Московска хируршка војна болница
У недовршену зграду нишке гимназије као испомоћ смештена је Московска хируршка војна болница. Њен управник био је познати хирург др С. И. Сироткин, а лекари др В. В. Семјаникова, Србин др Арсеније Џуверовић и др Н. В. Марчинковичева (који ће, као епидемиолог, преузети нешто касније Заразну болницу која је издвојена и смештена на крају града у баракама за колеричаре из претходног рата код железничке станице).
| „ | У хаосу епидемије пегавца Руска епидемиолошка болница код Железничке станице у Нишу изашла је на глас по малој смртности пацијената захваљујући изванредној нези и залагању особља које је највећим делом и само преболело болест, укључујући и др Н. В. Марчинковичева. | ” |

Московска болница је у свом саставу поред хируршког дела и амбуланте, имала и рендгенски и стоматолошки кабинет. У групи која је радила у болници били су зубни лекар др Јелена Сабеовић, апотекар Ђорђе Блејевић, десет болничара, три рендген техничара и друго особље. Све медицинске сестре у Московској болници биле су ученице Женске високе школе у Москви, коју је организовало Иверско друштво (Јекатерина Бадурлова, Маријана Горлаинова, Јелена Лебедухова, Софија Горбе, Татјана Невзорова, Марија радиона, Олимпијада Лобанова, Александра Квјатковскаја, Татјана Толст, Љубов Горчом, Маргарита и Јелисавета Сундечић). Московска болница имала је 200 постеља у хируршком делу и 150 у заразном.
Овој болници у лечењу пегавог тифуса убрзо се придружила и за оно време модерно опремљена болница са 400 постеља коју је опремила Александринска општина бр. 3. На њеном челу налазио се доцент др Спаски. Поред њега у болници је радило седам лекара и четрдесет сестара.
Посредством српске посланства новембра 1914. у Ниш су приспели лекари бактериолози др Екатерина Морозова и др Ксенија Давидова, а јануара 1915. и четири млада лекара др Лев Туник, др Мордух Циришкиј, др Клингер и др Зилбершланг.

### Улога руске мисије у здравственој заштити становника Ниша и околине
Поред Руских болница, у Нишу је основано и  Рускосрпска градска лекарска помоћ смештена у згради основне школе код Саборне цркве. Шеф здравствене заштите у граду Нишу био је доцент др С. К. Софотеров, имајући у виду ваелико искуство овог лекара и чињеницу да је целокупна организација здравствене заштите у Нишу била у рукама руске хуманитарне мисије. Он је руководио са: пет лекара, шест сестара и једним апотекаром.
У овој установи 24 часа дневно дежурали су и пружали помоћ грађанима потпуковник др Жарко Трпковић и пет младих лекара и медицинара добровољаца приспелих из руског заробљеништва (Ђорђе Милић, Крста Грабовацке, Милан К. Јовановић, Коста Живановић и непознате), а од Руса цела дезинфекциона екипа од 11 чланова, као и руски лекари из нишких болница.
Цео Ниш био је организацијски подељен на четири рејона, а за сваки је био задужен по један лекар. У овим рејонима Комитет за помоћ Србији, организовао је бесплатну медицинску групу за помоћ, издавање лекова и бесплатне оброке, најугроженијим становницима и избеглицама. Комитет је такође располагао великим централним складиштем у коме се налазило, од краја 1914. године преко 50 вагона најразноврснијег санитетског материјала, опреме и лекова.
Руски лекари у основној здравственој заштити током боравка у Нишу обишли су велики бој кућа у граду и 125 села, удаљенадо 80 км од Ниша и извршили 4.485 прегледа, по кућама и вароши, 3.015 прегледа по селима и дезинфиковали 460 кућа.
Русе санитетске екипе, такође су, у Нишкој Бањи образовали сиротиште за незбринуту децу, а у манастиру Свете Петке дечији санаторијум за туберкулозу.

## Напуштање Ниша и одлазак у голготу
Након сврставања Бугарске на страну Централних Сила (6. септембра.1915), српска влада постала је директно угрожена и у Нишу јој је претило заробљавање. До отвореног непријатељства између Бугарске и Србије дошло је први пут 12. октобра 1915. године, када је бугарска влада званично објавила рат Србији.
Челични обруч око Србије стезао се све више; Ниш, y коме се налазила влада и Народна скупштина, био је у опасности да падне у руке Бугара који су већ заузели Пирот. У првим тренуцима помишљало се на то да се Народна скупштина сазове у Крагујевац, али се и од тога одустало, јер се непријатељски обруч стезао све више.
Да би спречила заробљавање, српска влада се евакуисла у Косовску Митровицу и Крушевац (16. октобра 1915), само десетак дана пре бугарског улаза у Ниш. Заједно са државном администрацијом, на путу са српском владом кренуо је и целокупни дипломатски кор.
Град Ниш тог месеца све више постајао је мета Бугара због свог положаја на железничкој комуникацији Београд — Солун, али и због претензија Бугарске на југоисточне делове Србије.
Од уласка Бугара у рат, на страни Аустроугарске, ствари за српску владу иду нагоре; поред опасности од Бугарске војске на истоку, у Нишу је почео да расте број заражених туфусом, чија ће епидемија у наредним месецима однети још неколико десетина хиљада живота широм Србије.
Херојска одбране Београда није успела да заустави продор немачко-аустроугарских снага у северну Србију, као и нападе Бугара са истока земље.
Град Ниш препуштен је Бугарима који су у њега ушли 6. новембра 1915. године и постали његови господари у наредне три године.
Ратна срећа напустила је Србију. Српска војска је све више западала у критичну ситуацију, а убрзо се одустало од веровања у контраофанзиву након долазска савезника, јер је њихове непосредне помоћ Србији изостала. Напустивши Београд и северне делове Србије српски краљ заједно са српском војском и народом напустио је и Ниш и започео да се повлачи према југу Србије, у нади да ће се спас наћи у повлачењу долином Вардара и преко Албаније према Грчкој.
Тако је отпочео егзодус српског народа у албанској голготи у Великом рату.

## Школство и бугаризација становништва
У условима рата школе у Нишу се привремено пестала са радом, а њен учионички простор добија другу намену: „... У недовршену зграду нишке гимназије као испомоћ смешта се Московска хируршка војна болница. Њен управник био је познати хирург др С. И. Сироткин, а лекари др В. В. Семјаникова, Србин др Арсеније Џуверовић и др Н. В. Марцинковичева...“ А у зграду „Жуте гимназије“ смештено је Министарство просвете, које је ту радило у период од јула 1914. до октобра 1915. године,, када је Ниш био ратна престоница Србије, тако да је Гимназија радила у отежаним условима, практично без одговарајућег школског простора.
Из нишке библиотеке бугарски окупатор однео је у Софију преко 11.000 драгоцених књига и библиотечки инвентар, а тек незнатан број је после завршетка овог рата враћен.
После повлачења српске војске из Ниша, 6. новембра 1915, јединице из састава Прве бугарске армије ушле су у Ниш и одмах успоставиле жесток терор. Град је постао привредни и културни центар окупираних територија, седиште војних и административних органа бугарске окупационе власти, у ствари Војно-инспекциона област Мораве, са генералним гувернером на челу. Власт се налазила у рукама људи доведених из Бугарске, који су се смишљено руководили политиком: искоренити свако осећање припадности српском народу, уништити све традиције и забранити употребу матерњег српског језика.
Свако обраћање властима и администрацији и све жалбе молбе морале су да буду на бугарском језику у супротном се нису узимале у разматрање, а подносилац се кажњавао као провокатор. Систематским радом у школама и учењем бугарског језика, као обавезног, власт је желела да постигне бугаризацију српског живља.
Прогон учитеља
У време Првог светског рата од 1915—1918. године, у циљу бугаризације школског система и затирања српског језика и књига, српске историје и традиције, у Нишу је започет прогон учитеља на јесен 1915. године, који се наставио свеопштом бугаризацијом по школама почетком 1916. игодине. Овај процес у Нишу трајао је све до ослобођења Ниш и околине у јесени 1918. године, када су, после пробоја Солунског фронта од 15. до 23. септембра, српска војска и армије Антанте ослободиле територију Краљевине Србије.

## Епилог
Из овог периода у Нишу је остало је велико војно гробље, на Делијском вису, на коме су сахрањивани српск, француски али и немачки војници погинули у Великом рату. На издвојеном делу је војно гробље Британског комонвелата, на коме су сахрањени британски војници погинули у Првом светском рату.

## Литертура
- Милорад Димић, Сретен Миленковић. 125 година Војне болнице у Нишу. стр. 116. ISBN 978-86-84819-01-9., Монографија, Ниш:Војна болница; Зрењанин Југоремедија; Бечеј:Пролетер, 2004 (Бечеј Пролетер).
- Бојић, Душица, Српске избеглице у Првом светском рату (1914 -1921), Завод за уџбенике, Београд. 2.
- Вуковић, Жарко, 1915 Савезничке медицинске мисије у Србији, ИП Филип Вишњић, Београд 2009